# Rees Gwerder
Jakob Andreas «Rees» Gwerder (* 30. Juli 1911 in Bisisthal, Gemeinde Muotathal; † 4. Januar 1998 in Arth) war ein Schweizer Volksmusikant und Meister des Stegreifspiels auf dem Schwyzerörgeli.
Rees war der Sohn eines Bergbauern im Muotathal. Seine ersten musikalischen Gehversuche tätigte er im Alter von fünf Jahren mit dem Schwyzerörgeli seines Vaters. Mit 34 Jahren heiratete er und zog nach Arth, wo er einen kleinen Bauernhof auf dem Rossberg bewirtschaftete.
Seine Ländlermusik-Stammformation bildete er mit dem Schwyzerörgeler Ludi Hürlimann und dem Bassgeiger Dominik Marty, genannt «Sity Domini», mit denen er etliche Aufnahmen gemacht hat. Zuletzt hatte er rund 300 Stücke («Tänzli») in seinem Repertoire. Marty sagte über ihn, er habe die alten Tänze gerettet.
Rees Gwerder war einer der Protagonisten im Film Ur-Musig (1993) von Cyrill Schläpfer.